# Горњи Матејевац
Горњи Матејевац је насељено место у градској општини Пантелеј на подручју града Ниша у Нишавском округу. Налази се на северном рубу Нишке котлине, на додиру руба и дна котлине, удаљен око 8 км североисточно од центра Ниша. Према попису из 2022. било је 2041 становника (према попису из 1991. било је 2924 становника). У насељу се налази православни манастир посвећен светом Јовану Крститељу.

## Историја
Горњи Матејевац је старо, још у предтурском периоду засељено село, на шта указује већ први турски попис из 1498. године који га затиче са 81 домаћинством (кућом), 23 неожењена, 3 удовичка домаћинства, 1 порушеном воденицом и приходом од 9.347 акчи. У истом попису помињу се и манастири: Свети Јован, који је „пуст“ и Свети Никола (код Хума) који има три калуђера. Према турском попису нахије Ниш из 1516. године, место је било једно од 111 села нахије и носило је исти назив као данас, а имало је 102 кућа, 5 удовичка домаћинства, 18 самачка домаћинства. На предтурску засељеност упућују и поједини сеоски топоними, какав је Метох брдо (мештани га изговарају Мето брдо), из чега се да закључити да је село најпре било средњовековни црквени посед (метох). На Метох брду се налазе остаци цркве Свете Тројице Русалије, пореклом из 12. или 13. века, коју мештани називају „латинском црквом“. Пореклом из немањићког периода је и манастир Светог Јована, 1 км северно од сеоског насеља. Подаци о овим сакралним објектима, а нарочито податак о Метох брду, указују на вероватноћу првобитног припадања Горњег и Доњег Матејевца, а можда и још којег села, црквеном феудалном властелинству. Такву могућност поткрепљује и чињеница да је манастир Светог Јована, у облику феудалног остатка, све до 1944. године поседовао 26 хектара обрадиве земље и 14 хектара грабове шуме.
У доба турске владавине Матејевац, како Доњи тако и Горњи, носио је још један назив - Муратово.
Порекло родова такође указује на то да је Горњи Матејевац највећим делом стариначко село. Староседелачке родове чине: Ђорићевци, Пејинци, Лаћинин (Гарчини), Пиринџијини, Рајинци, Пикљини, Каламанкини, Шишковци (Марковци) и Кендинци, од којих је осамдесетих година 20. века било 245 домаћинстава. Стариначким родовима непознатог порекла припадају: Бојини (Дидини), Кушини, Цакићевци, Мидини, Зикови (Шишманови), Тренини, Пантини, Злоћудови, Глаувуцини, Попићкови и Ибрићи (Роми) са 101 домаћинством. Већином у староседеоце познатог порекла спадају: Шићерци, Парћини, Кукоњини, Масуричани, Косовци, Прићичевци, Кожинци, Татарци, Икарци (Цвенини), Глигоријини, Крчкови, Дедајанковци, Шишоњини, Врућини, Мутавџини, Гиркини, Дунђерови, Савинци, Тугини, Колари, Ћирибилови и Жижини са 386 домаћинстава.
Насеље села формирало се на рубу Нишке котлине, на контактној граници котлинске и планинске привреде, и на овој позицији егзистирало је кроз цео турски период, премда је било повремених склањања у збегове. Пред ослобођење (од 1833. до јануара 1878. године) у селу је, због близине границе, била смештена мања посада пандура (заптија) с диспозицијом у кули (данашњем Кулишту) изнад насеља. После куге („чуме“) 1838. године, од које се село склањало у збег Колибиште под Калафатом, Горњи Матејевац је са суседном Каменицом и Кнез-Селом постао центар познате нишке буне 1841. године. Душа и вођа побуне био је Милоје Јовановић, трговац из Каменице, који је био организатор побуне и 1835. године. После пораза на неколиким тачкама устанка, Милоје је последњи отпор организовао у матејевачкој Кули, бранећи се 9, 10. и 11. априла 1841. године кад је и погинуо а устанак дефинитивно угушен. Горњи Матејевац је са још 10 села спаљен ("остал је пепел од село"), а паљен је и у време борби за ослобођење 1877. године. Пре ослобођења од Турака у Горњем Матејецу праве школе није било, само је општински писар учио децу у општинској судници, за хонорар од родитеља.
Ослобођење од Турака затекло га је као прилично развијено село у којем су се поједина сналажљивија домаћинства докопала већих комплекса спахијске земље, како у границама сеоског атара, тако и изван њега, укључујући и непосредну околину Ниша (Криве ливаде и Брзи Брод, Бубањ, Ледена стена). Тако су, на пример, матејевачка домаћинства Раше Николића, Ђорђа Николића, Миливоја Илића и Коце Цветковића у 1884. години плаћали годишњи порез на некретнине од 167 до 348 динара, док се просечна висина ових дажбина у целом срезу кретала од 1 до 10 динара. Истовремено издиференцирао се приличан број средњих и сиромашних домаћинстава. Из редова ових других почели су још крајем 19. века да се регрутују печалбари (нарочито после пропасти винове лозе на старој подлози) и мајстори каменоресци. Али, узета у целини, Горњи Матејевац, Каменица и још нека села, развила су се у периоду до Првог и између два светска рата, у добростојећа и напредна ратарско-виноградарска и сточарска села.
За време Првог светског рата, бугарска војска је једном приликом стрељала 15 Срба. Било је то у Горњем Матејевцу 16. априла 1917. године. Међу стрељаним мученицима најпознатији је био народни гуслар Јован Јованчић. Београдски лист је објавио фотографију, са једног од његових наступа пред народом.
Октобра 1934. су изграђени први кош и амбар сеоске соколске чете, даром краља Александра.
Горњи Матејевац показује изразиту збијеност свог насеља, а ову је наследио још од Турака, премда не у данашњој мери. У том погледу приближава се медитеранским насељима. Збијеност данашњег насеља настала је породичном деобом и заснивањем нових домаћинстава на ионако оскудном окућју, а ускост улица настала је експанзијом дворишта и кућа на рачун улице. Куће су најчешће „на спрат“ и као такве настале су као резултат потребе за подрумом (виноградарство) и као резултат ускости простора за градњу.
У развојном периоду после 1944. године, и то од шездесетих година, почиње интензивнији процес емиграције (највише у Ниш), као и процес професионалне и радне преструктурализације села у правцу радничких и мешовитих занимања, а затим и процес урбане трансформације у правцу приградског насеља с јаком дневном миграцијом. Према пописним подацима у селу је 1971. године било 312 пољопривредних, 333 мешовита и 155 непољопривредних домаћинстава

## Латинска црква
У селу се налази тзв. Латинска црква, која потиче из преднемањићког доба и проглашена је за споменик културе од великог значаја
Латинска црква у Горњем Матејевцу, на брду Метох изнад Ниша, је посвећена светој Тројици и спада у групу ретких очуваних грађевина из преднемањићког доба, а подигнута је највероватније у првој половини XI века. Релативно је малих димензија, са основом уписаног крста сажетог типа. У њеној унутрашњости нису пронађени трагови фресака, а свој народни назив је добила по Дубровчанима (католицима тј. Латинима) који су је користили током XVI века. У периоду од 1968. до 1974. године, на цркви су обављени конзерваторски и рестаураторски радови, током којих јој је враћен њен изворни облик, који је реконструисан на основу њених остатака и археолошких истраживања.

## Споменик културе
- Споменик НОБ - у самом центру села, испред Основне школе Карађошре, налази се споменик Народноослободилачкој борби у Другом светском рату (1941 - 1945 године). Сам споменик уређен је и ограђен тако да представља јединствен спомен парк. На самом споменику налази се статуа војника, који у једној руци држи пушку а у другој бомбу. Поред пастулата са статуом војника, на делу споменика налазе се мермерне плоче на којима су исписана имена и презимена особа које су дале животе током обих борби. Поред овога, у самом спомен парку подигнуте су и спомен плоче Вукашину Мишићу који је оставио јак допринос заједници. Такође, налази се и спомен плоча Крстић Славољубу - Белом, припаднику МУП Србије, који је свој живот дао у борби 1999. године на Косову и Метохији.

## Саобраћај
До Горњег Матејевца се може доћи приградским аутобуским линијама 15 ПАС Ниш - Доњи Матејевац - Горњи Матејевац - Кнез Село и линијом 15Л Трг Краља Александра - Доњи Матејевац - Горњи Матејевац.

## Демографија
Године 1878. је село са 210 домаћинстава и 1.951 становником, 1884. године има 227 домаћинстава и 2.229 становника, 1900. године 273 домаћинства и 2.628 становника, 1910. године 277 домаћинстава и 3.169 становника, а 1930. године 478 домаћинстава и 3.572 становника, из чега се види да је, како под Турцима тако и после ослобођења, највеће село у околини Ниша. Највећи раст, као што се види, достигао је у шестој деценији 20. века, када, захваћен миграционим процесом, почиње најпре да стагнира, а потом бројчано да опада. У чињеници да се опадање манифестује само у броју становника, док број домаћинстава стагнира или и даље лагано расте, огледа се процес распадања проширене породице и њено редуковање на малочлани облик. Док је домаћинство у 1878. години у просеку бројало 9,3 чланова (што упућује на задружне и проширене облике домаћинства), у 1930. години просек броја чланова по домаћинству износио је 7,5 (што указује на одржавање проширеног домаћинства), у 1981. години просек чланова по домаћинству пао је на 3,7 (што указује на постојање малочлане породице на граници биолошке репродукције).
У насељу сада (према попису из 2002. године) живи 2115 пунолетних становника, а просечна старост становништва износи 45,8 година (45,5 код мушкараца и 46,0 код жена). У насељу има 736 домаћинства, а просечан број чланова по домаћинству је 2,77.
Ово насеље је великим делом насељено Србима, а у последња три пописа, примећен је пад у броју становника.
|  |

| Демографија | Демографија | Демографија |
| Година      | Становника  | Становника  |
| ----------- | ----------- | ----------- |
| 1948.       | 4.058       |             |
| 1953.       | 4.171       |             |
| 1961.       | 4.146       |             |
| 1971.       | 3.410       |             |
| 1981.       | 3.101       |             |
| 1991.       | 2.924       | 2.895       |
| 2002.       | 2.647       | 2.672       |
| 2011.       | 2.513       |             |
| 2022.       | 2.041       |             |

| Етнички састав према попису из 2002.‍ | Етнички састав према попису из 2002.‍ | Етнички састав према попису из 2002.‍ | Етнички састав према попису из 2002.‍ | Етнички састав према попису из 2002.‍ |
| ------------------------------------ | ------------------------------------ | ------------------------------------ | ------------------------------------ | ------------------------------------ |
|                                      |                                      |                                      |                                      |                                      |
| Срби                                 | Срби                                 |                                      | 2.580                                | 97,46%                               |
| Роми                                 | Роми                                 |                                      | 53                                   | 2,00%                                |
| Црногорци                            | Црногорци                            |                                      | 2                                    | 0,07%                                |
| Украјинци                            | Украјинци                            |                                      | 2                                    | 0,07%                                |
| Југословени                          | Југословени                          |                                      | 2                                    | 0,07%                                |
| Руси                                 | Руси                                 |                                      | 1                                    | 0,03%                                |
| Македонци                            | Македонци                            |                                      | 1                                    | 0,03%                                |
| непознато                            | непознато                            |                                      | 3                                    | 0,11%                                |

| \| \| м \| \| \| ж \| \| ? \| 3 \| \| \| 3 \| \| 80+ \| 31 \| \| \| 48 \| \| 75—79 \| 36 \| \| \| 91 \| \| 70—74 \| 84 \| \| \| 107 \| \| 65—69 \| 85 \| \| \| 90 \| \| 60—64 \| 85 \| \| \| 90 \| \| 55—59 \| 79 \| \| \| 54 \| \| 50—54 \| 134 \| \| \| 92 \| \| 45—49 \| 113 \| \| \| 131 \| \| 40—44 \| 68 \| \| \| 81 \| \| 35—39 \| 82 \| \| \| 86 \| \| 30—34 \| 80 \| \| \| 53 \| \| 25—29 \| 91 \| \| \| 67 \| \| 20—24 \| 88 \| \| \| 77 \| \| 15—19 \| 84 \| \| \| 82 \| \| 10—14 \| 75 \| \| \| 66 \| \| 5—9 \| 59 \| \| \| 51 \| \| 0—4 \| 55 \| \| \| 46 \| \| Просек : \| 41,8 \| \| \| 45,3 \| |      |  |  |      |
| |      |  |  |      |
| | м    |  |  | ж    |
| ? | 3    |  |  | 3    |
| 80+ | 31   |  |  | 48   |
| 75—79 | 36   |  |  | 91   |
| 70—74 | 84   |  |  | 107  |
| 65—69 | 85   |  |  | 90   |
| 60—64 | 85   |  |  | 90   |
| 55—59 | 79   |  |  | 54   |
| 50—54 | 134  |  |  | 92   |
| 45—49 | 113  |  |  | 131  |
| 40—44 | 68   |  |  | 81   |
| 35—39 | 82   |  |  | 86   |
| 30—34 | 80   |  |  | 53   |
| 25—29 | 91   |  |  | 67   |
| 20—24 | 88   |  |  | 77   |
| 15—19 | 84   |  |  | 82   |
| 10—14 | 75   |  |  | 66   |
| 5—9 | 59   |  |  | 51   |
| 0—4 | 55   |  |  | 46   |
| Просек : | 41,8 |  |  | 45,3 |

| Година пописа     | 1948. | 1953. | 1961. | 1971. | 1981. | 1991. | 2002. |
| ----------------- | ----- | ----- | ----- | ----- | ----- | ----- | ----- |
| Број домаћинстава | 651   | 733   | 858   | 800   | 831   | 802   | 874   |

| Број чланова      | 1   | 2   | 3   | 4   | 5  | 6  | 7  | 8 | 9 | 10 и више | Просек |
| ----------------- | --- | --- | --- | --- | -- | -- | -- | - | - | --------- | ------ |
| Број домаћинстава | 154 | 232 | 158 | 185 | 84 | 41 | 14 | 4 | 1 | 1         | 3,03   |

| Пол    | Укупно | Неожењен/Неудата | Ожењен/Удата | Удовац/Удовица | Разведен/Разведена | Непознато |
| ------ | ------ | ---------------- | ------------ | -------------- | ------------------ | --------- |
| Мушки  | 1.143  | 317              | 729          | 73             | 23                 | 1         |
| Женски | 1.152  | 169              | 725          | 227            | 29                 | 2         |
| УКУПНО | 2.295  | 486              | 1.454        | 300            | 52                 | 3         |

| Пол    | Укупно                    | Пољопривреда, лов и шумарство | Рибарство                            | Вађење руде и камена | Прерађивачка индустрија       |
| ------ | ------------------------- | ----------------------------- | ------------------------------------ | -------------------- | ----------------------------- |
| Мушки  | 526                       | 83                            | 0                                    | 0                    | 164                           |
| Женски | 372                       | 101                           | 0                                    | 0                    | 120                           |
| Укупно | 898                       | 184                           | 0                                    | 0                    | 284                           |
|        |                           |                               |                                      |                      |                               |
| Пол    | Производња и снабдевање   | Грађевинарство                | Трговина                             | Хотели и ресторани   | Саобраћај, складиштење и везе |
| Мушки  | 16                        | 37                            | 43                                   | 5                    | 59                            |
| Женски | 0                         | 1                             | 43                                   | 9                    | 9                             |
| Укупно | 16                        | 38                            | 86                                   | 14                   | 68                            |
|        |                           |                               |                                      |                      |                               |
| Пол    | Финансијско посредовање   | Некретнине                    | Државна управа и одбрана             | Образовање           | Здравствени и социјални рад   |
| Мушки  | 7                         | 7                             | 27                                   | 12                   | 20                            |
| Женски | 9                         | 6                             | 5                                    | 11                   | 44                            |
| Укупно | 16                        | 13                            | 32                                   | 23                   | 64                            |
|        |                           |                               |                                      |                      |                               |
| Пол    | Остале услужне активности | Приватна домаћинства          | Екстериторијалне организације и тела | Непознато            | Непознато                     |
| Мушки  | 8                         | 0                             | 0                                    | 38                   | 38                            |
| Женски | 1                         | 0                             | 0                                    | 13                   | 13                            |
| Укупно | 9                         | 0                             | 0                                    | 51                   | 51                            |

## Галерија
- Поглед на цркву
- Центар раскрсница
- Туристички дом
- Месна канцеларија
- Споменик у центру
- Споменик НОБ - централни поглед на спомен парк
- Спомен плоча Вукашину Мишићу
- Спомен плоча Крстић Славољубу Белом
- Бочни поглед на спомен парк